# Párrafo ario
El párrafo ario (en alemán: Arierparagraph), también conocido como cláusula aria, era una cláusula en los estatutos de una organización, corporación o escritura de propiedad inmobiliaria que reservaba la membresía y/o el derecho de residencia únicamente para los miembros de la «raza aria» y excluía de tales derechos a cualquier persona que no fuera aria, en particular los de ascendencia judía y eslava. Fueron un aspecto esencial de la vida pública en Alemania y Austria desde 1885 hasta 1945.
Uno de los primeros ejemplos documentados de tal párrafo fue escrito por el líder nacionalista austriaco y antisemita Georg von Schönerer en su Programa nacionalista de Linz de 1882, e innumerables clubes deportivos nacionales, sociedades de canciones, fraternidades, círculos de cosecha y clubes escolares alemanes hicieron lo mismo para incluir también párrafos arios en sus estatutos.

## En la Alemania nazi

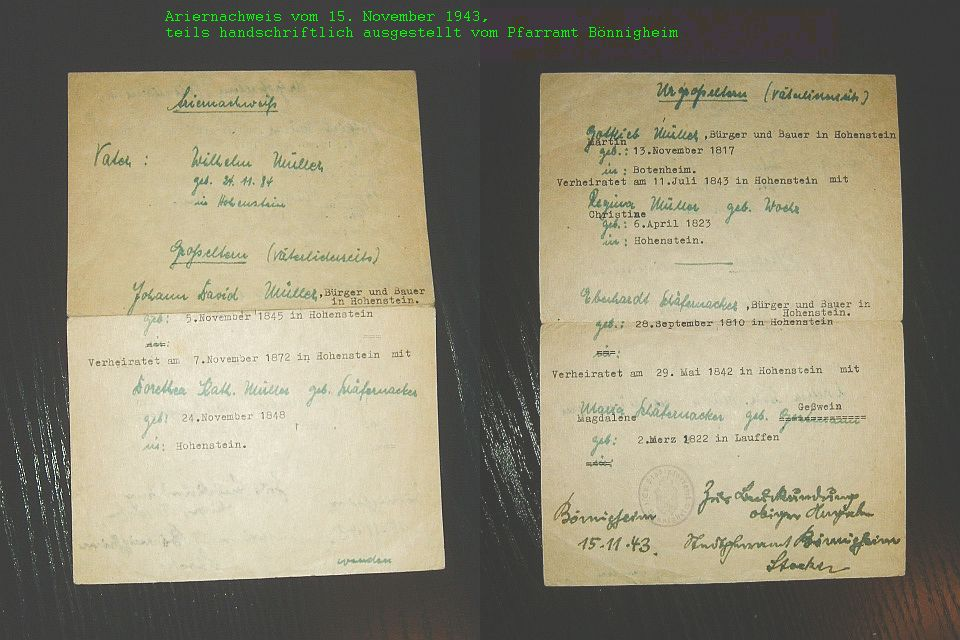
Un certificado ario durante la era nazi, 1943.

Los párrafos arios más conocidos están en la legislación de la Alemania nazi. Sirvieron como regulaciones para excluir a los judíos de organizaciones, federaciones, partidos y, en última instancia, de toda la vida pública. Además de los judíos, las personas no consideradas arias incluían polacos, serbios y rusos.
Basado en los estatutos y programas de organizaciones y partidos antisemitas de finales del siglo XIX (como el Partido Social Alemán en 1889), el párrafo ario apareció por primera vez en el Tercer Reich en la formulación de la Ley para la Restauración de la Función Pública, que fue aprobada el 7 de abril de 1933. Estipulaba que solo los de ascendencia aria, sin padres o abuelos judíos, podían ser empleados en la administración pública. El párrafo ario se amplió a la educación el 25 de abril de 1933, en la Ley contra el Hacinamiento en las Escuelas y Universidades Alemanas.
El 30 de junio del mismo año, se amplió para implicar que incluso el matrimonio con un «no ario» era suficiente para la exclusión de la carrera de servicio civil. De acuerdo con la sincronización nazi (Gleichschaltung), la presión del Partido Nazi llevó a muchas federaciones y organizaciones a adoptar el párrafo ario. Por lo tanto, los judíos fueron excluidos del sistema de salud pública, perdieron sus cargos públicos honorarios, fueron expulsados de las oficinas editoriales (Ley de Editores) y de los teatros (Reichskulturkammer) y fueron excluidos de la agricultura (Reichserbhofgesetz), una progresión que culminó en las Leyes de Núremberg «para la separación final de los judíos del volk (pueblo) alemán». Al principio, hubo excepciones a esta discriminación (veteranos de combate, servicio en el Levantamiento Nacional [Erhebung], arios honorarios, etc.), pero luego los judíos y los «mestizos judíos» (Mischlinge) se enfrentaron a una prohibición de casi todas las profesiones. El párrafo ario fue aceptado en gran parte sin protestas, excepto que dentro de la Iglesia Evangélica alemana provocó la escisión de la Iglesia Confesante.